# Xã Nashville, Quận Martin, Minnesota
Xã Nashville (tiếng Anh: Nashville Township) là một xã thuộc quận Martin, tiểu bang Minnesota, Hoa Kỳ. Năm 2010, dân số của xã này là 195 người.